# ابا اریخا
ابا اریخا (אבא אריכא؛ ۱ ژانویهٔ ۰۱۶۰ – ۱ ژانویهٔ ۰۲۴۷)، یکی از آمورائیم های یهودی بابلی بوده‌اند که در تأسیس مراکز تحقیقات یهودی در بابل نقش بسزایی داشته‌اند.